# Aston Martin Rapide E

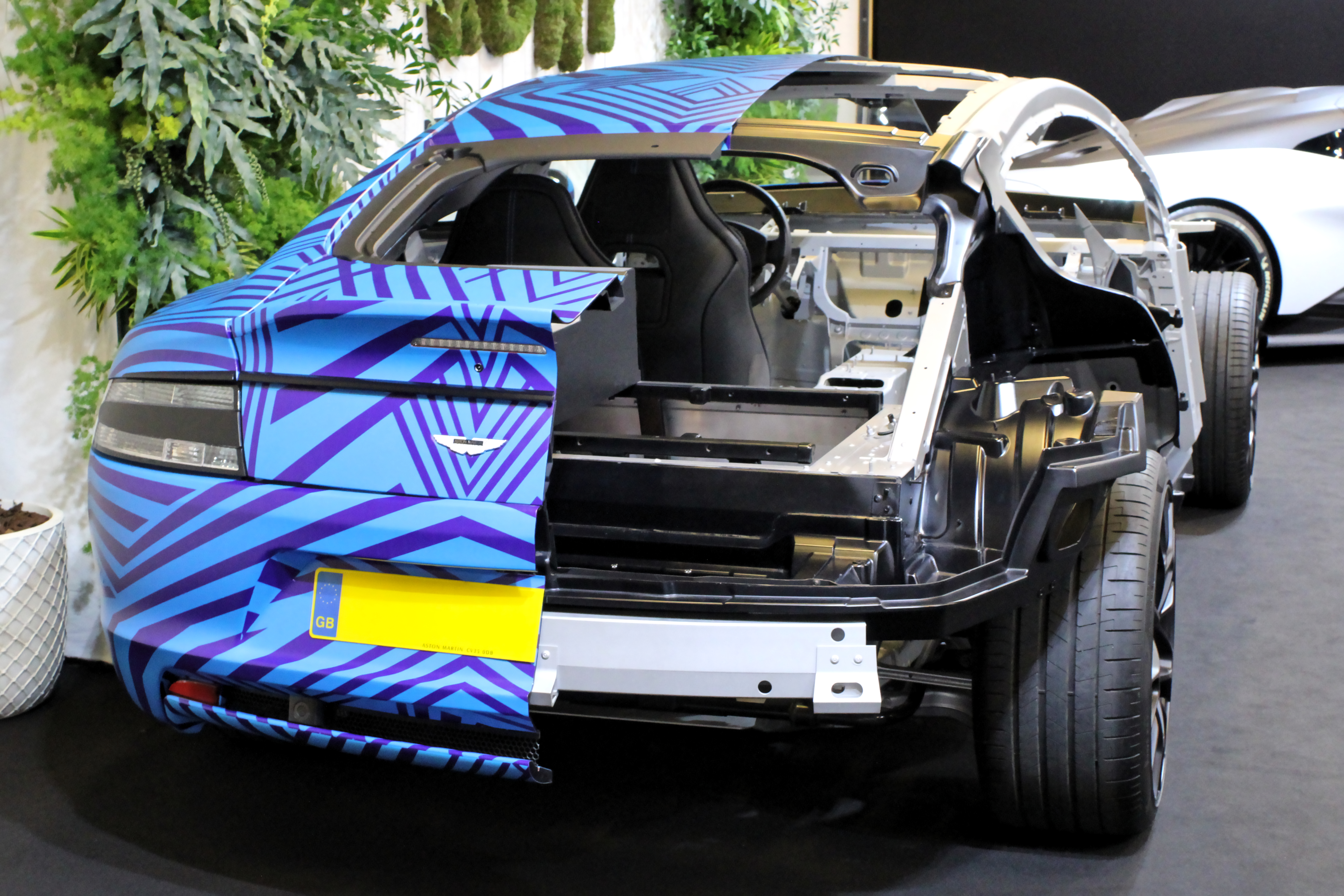
Vue arrière.

L'Aston Martin Rapide E est le projet de production d'une berline de luxe quatre portes électrique du constructeur automobile britannique Aston Martin devant être commercialisée à partir de 2019. Le projet devant donner naissance au premier véhicule électrique de la marque britannique est abandonné en janvier 2020.

## Présentation
Aston Martin présente après le salon international de l'automobile de Genève 2015 la RapidE Concept préfigurant la future version électrique de la Rapide.
En 2017, le constructeur officialise la production de sa berline électrique à partir de 2019.
La version de série de la Rapide E est présentée le 16 avril 2019 par Marek Reichman, le designer en chef d'Aston Martin, au Salon automobile de Shanghai. Elle est basée sur l'Aston Martin Rapide, et reprend certains éléments de l'Aston Martin Rapide AMR comme le capot moteur et le diffuseur arrière. Elle est développée avec les équipes de Williams Advanced Engineering.
La production de la première voiture électrique du constructeur est initialement prévue dans l'usine de St Athan, au pays de Galles, et limitée à 155 exemplaires.
En janvier 2020, Aston Martin annonce la fin du projet sans avoir produit d'exemplaire.

## Caractéristiques techniques
La Rapide E dispose d'une batterie de 65 kWh sous 800 volts permettant une recharge à 80 % en 15 minutes, et une autonomie de 200 km (WLTP).

### Motorisation
L'Aston Martin électrique associe deux moteurs électriques situés sur l'essieu arrière procurant une puissance totale de 610 ch et un couple de 950 N m, lui permettant une accélération de 0 à 100 km/h sous les 4 secondes.